# Mistrovství Evropy v zápasu ve volném stylu 1981
Mistrovství Evropy v zápasu ve volném stylu mužů proběhl v Lodži (Polsko). 

## Muži
| Kategorie | Zlato             | Stříbro            | Bronz             |
| --------- | ----------------- | ------------------ | ----------------- |
| 48 kg     | Ali Mejmedov      | Claudio Pollio     | Roman Dmitrijev   |
| 52 kg     | Hartmut Reich     | Lajos Szabó        | Valentin Jordanov |
| 57 kg     | Stefan Ivanov     | Bernd Bobrich      | Andrei Yartsev    |
| 62 kg     | Buzai Ibraguimov  | Marian Skubacz     | Simeon Šterev     |
| 68 kg     | Micho Dukov       | Mijail Jarachura   | Eberhard Probst   |
| 74 kg     | Elbrus Koroyev    | Valentin Rajčev    | Martin Knosp      |
| 82 kg     | Oleg Kaloyev      | Efraim Kamberov    | Peter Syring      |
| 90 kg     | Uwe Neupert       | Gheorghe Broșteanu | Viktor Batnia     |
| 100 kg    | Magomed Magomedov | Tomasz Busse       | Roland Gehrke     |
| +100 kg   | Salman Jasimikov  | József Balla       | Adam Sandurski    |